# Гургуст ап Кенеу
Гургуст Косматый (валл. Gwrast Lledlwm) — сын правителя Эбрука Кенеу ап Коэля. Около 450 года в результате разделения владений отца он получил северо-восточные земли называемые Регедом. В 460 году Гургуст выделил на юге государство Элмет и отправил им управлять своего старшего сына Масгвида. Каких-либо сведений о его правлении не сохранилось. Возможно, он воевал с пиктами и с вторгшимися англосаксами.